# Michel Gurfi
Michel Leandro Gurfinkiel Korngold conhecido mais como Michel Gurfi ou Michael Gurfinkell é um jogador de futebol, ator, produtor e modelo nascido em Buenos Aires, Argentina (03 de dezembro de 1982). Ganhou fama mundial por ter atuado na primeira temporada da telenovela juvenil Rebelde no papel de Joaquín Mascaró, atualmente ele mora no México.
Ele já participou de várias telenovelas mexicanas, colombianos, espanholas e argentinas. Trabalhou em séries como protagonista na Espanha como Física o Química. Um de seus sucessos mais memoráveis atualmente foi na série Los Serrano, onde compartilhou créditos com a atriz Natalia Sánchez .

## Carreira

### Como Ator
A novela que o levou à fama internacional foi a mexicana Rebelde, onde compartilhou cenas com os 06 protagonistas do grupo musical RBD dentro da novela cuja divulgação destacou o prêmio revelação daquele ano. Sua primeira grande novela como protagonista foi Amores Cruzados em 2006, onde ele dividiu o papel-título e romance com a atriz Ana Lucia Dominguez.

### Como Atleta
Como um jogador, jogou em clubes como o Sportivo Italiano, Netanya APOEL (Israel), Versailles (França), Mérida (Espanha), Club Atlético Atlas (Argentina) , Querétaro (México) entre outros. Também ele declarou em entrevista que encerrará sua carreira esportiva quando estiver com 39 anos de idade.

### Como produtor
produziu duas telenovelas mexicanas, a primeira foi Xqno no ano de 2005 e a segunda foi La bella y el Nerd no ano de 2007 ambas produzidas no México.

## Filmografia
| Ano  | Título                     | Personagem              | Notas                 |
| ---- | -------------------------- | ----------------------- | --------------------- |
| 2002 | Clase 406                  | Felipe                  | Participação Especial |
| 2003 | Crónicas de un Amor Dispar | Alvaro Finochietti      | Participação Especial |
| 2004 | Rebelde                    | Joaquín Mascaró         | Coadjuvante           |
| 2005 | Top Models                 | Marco Sanz              | Protagonista          |
| 2006 | Amores Cruzados            | Alejandro               | Protagonista          |
| 2009 | Champs 12                  | Noivo Inicial de Charly | Participação Especial |
| 2010 | Valientes                  | Mario Soto              | Co-Protagonista       |
| 2010 | Alguien Que Me Quiera      | Nicolás Vega            | Coadjuvante           |
| 2012 | Lobo                       | Iván                    | Participação Especial |

| Ano  | Título             | Personagem      | Notas                 |
| ---- | ------------------ | --------------- | --------------------- |
| 2007 | Tiempo Final       | Gonzalo         | -                     |
| 2008 | Los Serrano        | Gael Montenegro | Protagonista          |
| 2008 | Física o Química   | Jonathan        | Coadjuvante           |
| 2009 | The Foolish        | Jonh Kervacuo   | -                     |
| 2011 | Los Únicos         | Lucho           | Participação Especial |
| 2012 | Malibu Stacy       | Lucas           | -                     |
| 2013 | Historia Clínica   | -               | -                     |
| 2013 | ¿Dónde está Mandy? | Nicolás         | -                     |

| Ano  | Título      | Notas        |
| ---- | ----------- | ------------ |
| 2014 | El Pelotudo | Protagonista |

| Ano  | Título             |
| ---- | ------------------ |
| 2007 | La Bella y el nerd |
| 2006 | XqNo               |